# Valea Stejarului (okręg Marmarosz)
Valea Stejarului – wieś w Rumunii, w okręgu Marmarosz, w gminie Vadu Izei. W 2011 roku liczyła 472 mieszkańców.